# Unlucky Morpheus
Unlucky Morpheus — японський гурт за жанром симфонічний пауер-метал, створений у 2008 році. До складу учасників уходять вокалісти Fuki і Kasumi, гітаристи Shiren і Jinya, басист Ogawa Hiroyuki, барабанщик Fumiya Morishita і скрипалька Jill.  Їхній останній альбом «Evolution» вийшов у 2022 році. 

## Учасники гурту
- Shiren (紫煉) – композитор, аранжувальник, гітара, крики, програмування, бек-вокал
- Fuki – вокал, бек-вокал, автор текстів, [3] веб-розробка
- Jinya (仁耶) – гітара
- Jill – скрипка
- Hiroyuki Ogawa – бас-гітара
- FUMIYA – ударні
- Kasumi (歌澄) – менеджер, допоміжний вокал

## Дискографія

### Студійні альбоми
| Назва               | Деталі альбому                                                  | Пікові позиції |
| Назва               | Деталі альбому                                                  | Японія </br>   |
| ------------------- | --------------------------------------------------------------- | -------------- |
| affected            | - Випущено: 2014-08-16 - Лейбл: немає (ANKM-0020) - Формати: CD | —              |
| VAMPIR              | - Випущено: 2015-04-26 - Лейбл: немає (ANKM-0021) - Формати: CD | —              |
| CHANGEOF GENERATION | - Випущено: 2018-09-19 - Лейбл: немає (ANKM-0030) - Формати: CD | 26             |
| Unfinished          | - Випущено: 2020-07-29 - Лейбл: немає (ANKM-0036) - Формати: CD | 15             |
| evolution           | - Випущено: 2022-04-27 - Лейбл: немає (ANKM-0041) - Формати: CD | 16             |

### Альбоми з концертів
| Назва                                                | Деталі альбому                                                             | Пікові позиції |
| Назва                                                | Деталі альбому                                                             | Японія </br>   |
| ---------------------------------------------------- | -------------------------------------------------------------------------- | -------------- |
| LIVE 2017 CD                                         | - Випущено: 2017-08-11 - Лейбл: немає (ANKM-0026) - Формати: CD            | —              |
| "XIII" Live at Toyosu PIT CD                         | - Випущено: 2022-03-09 - Лейбл: немає (ANKM-0039, ANKM-0040) - Формати: CD | 49             |
| EVOLUTION & DIVERSITY LIVE 2022 на Zepp DiverCity CD | - Випущено: 2023-03-08 - Лейбл: немає (ANKM-0043, ANKM-0044) - Формати: CD | 49             |

### Невеликі альбоми
| Назва                    | Деталі альбому                                                  | Пікові позиції |
| Назва                    | Деталі альбому                                                  | Японія </br>   |
| ------------------------ | --------------------------------------------------------------- | -------------- |
| Black Pentagram          | - Випущено: 2016-12-29 - Лейбл: немає (ANKM-0024) - Формати: CD | —              |
| CADAVER / REVADAC        | - Випущено: 2018-03-28 - Лейбл: немає (ANKM-0027) - Формати: CD | —              |
| Takiyashahime (瀧夜叉姫) | - Випущено: 2020-04-29 - Лейбл: немає (ANKM-0035) - Формати: CD | 24             |

### Сингли
| Назва          | Деталі альбому                                                        | Пікові позиції |
| Назва          | Деталі альбому                                                        | Японія </br>   |
| -------------- | --------------------------------------------------------------------- | -------------- |
| Wings          | - Випущено: 2015-08-14 - Лейбл: немає (ANKM-0022) - Формати: CD       | —              |
| "M" Revolution | - Випущено: 2021-09-12 - Лейбл: немає - Формати: цифрове завантаження | —              |

### Прямі транслації
| Назва                                                     | Деталі альбому                                                       | Пікові позиції |
| Назва                                                     | Деталі альбому                                                       | Японія </br>   |
| --------------------------------------------------------- | -------------------------------------------------------------------- | -------------- |
| LIVE 2017                                                 | - Випущено: 2017-08-11 - Лейбл: немає (ANKM-0025) - Формати: DVD     | —              |
| CHANGE OF GENERATION TOUR FINAL                           | - Випущено: 2019-07-31 - Лейбл: немає (ANKM-0032) - Формати: Blu-ray | —              |
| "XIII" Live at Toyosu PIT Blu-ray                         | - Випущено: 2022-03-09 - Лейбл: немає (ANKM-0038) - Формати: Blu-ray | 13             |
| EVOLUTION & DIVERSITY LIVE 2022 at Zepp DiverCity Blu-ray | - Випущено: 2023-03-08 - Лейбл: немає (ANKM-0042) - Формати: Blu-ray | 11             |

### Додзін альбоми
| Title                                      | Release date   | Catalog number |
| ------------------------------------------ | -------------- | -------------- |
| Hypothetical Box                           | 13 жовтня 2008 | ANKM-0000      |
| REBIRTH                                    | 8 березня 2009 | ANKM-0001      |
| So That A Star Shines at Night Sky         | 5 травня 2009  | ANKM-0002      |
| Amazement Park!!                           | 19 липня 2009  | ANKM-0003      |
| Jealousy                                   | 30 серпня 2009 | ANKM-0004      |
| Unbeatable Accomplice                      | 11 жовтня 2009 | ANKM-0005      |
| Hypothetical Box ACT 2                     | 5 травня 2010  | ANKM-0006      |
| Byōgin Kishō (猫吟鬼嘯)                    | 14 серпня 2010 | ANKM-0007      |
| HEAVY METAL BE-BOP                         | 13 серпня 2011 | ANKM-0012      |
| Faith and Warfare                          | 30 грудня 2011 | ANKM-0013      |
| U&I EUROBEAT REMIX                         | 30 грудня 2011 | ANKM-0014      |
| Parallelism・α                             | 11 серпня 2012 | ANKM-0015      |
| Parallelism・β                             | 30 грудня 2012 | ANKM-0016      |
| Parallelism・γ                             | 30 грудня 2012 | UNUN-0001      |
| Miseria Kills Slaughterously               | 30 грудня 2013 | ANKM-0018      |
| Signs                                      | 11 травня 2014 | ANKM-0019      |
| REBIRTH Revisited                          | 30 грудня 2015 | ANKM-0023      |
| Saireco Jealousy                           | 6 травня 2018  | ANKM-0028      |
| Heikō Jikū no Ongakukai (並行時空の音楽会) | 5 травня 2019  | ANKM-0031      |
| Hypothetical Box ACT3                      | 12 серпня 2019 | ANKM-0033      |

### Альбоми з концертів додзін
| Назва | Дата випуску   | Каталожний номер    |
| --- | -------------- | ------------------- |
| Fuyumika Tabearuki Final ~Lunatic East~ LIVE CD (ふゆみか食べ歩きファイナル</link>～Lunatic East～ LIVE CD) | 8 травня 2011  | ANKM-0009/0010/0011 |
| Kiseki no Heijitsu (奇跡の平日                                                                              | 10 серпня 2018 | ANKM-0029           |

### Компіляції додзін альбомів
| Назва | Дата випуску   | Каталожний номер |
| --- | -------------- | ---------------- |
| Visual Rock History ~Raddock & XI All Songs Collection~ (Visual Rock History ～ラドック＆XI All Songs Collection～) | 12 серпня 2013 | YUKI-0001/0002   |
| Best of Dramatic Melody                                                                                             | 12 серпня 2013 | ANKMl-0017       |

### Додзін відео з прямих трансляцій
| Назва                                                                                                  | Дата випуску    | Каталожний номер |
| --- | --------------- | ---------------- |
| Fuyumika Tabearuki Final ~Lunatic East~ LIVE DVD (ふゆみか食べ歩きファイナル～Lunatic East～ LIVE DVD) | 8 травня 2011   | ANKM-0008        |
| Lunatic East Lunatic East 2019                                                                         | 22 березня 2020 | ANKM-0034        |

### Як QUADRATUM з Unlucky Morpheus

#### Студійні альбоми
| Назва                 | Деталі альбому                                                  | Пікові позиції |
| Назва                 | Деталі альбому                                                  | Японія         |
| --------------------- | --------------------------------------------------------------- | -------------- |
| Loud Playing Workshop | - Випущено: 2021-01-27 - Лейбл: немає (АНКМ-0037) - Формати: CD | —              |